# Aster lineage
 Aster lineage  è un gruppo informale di piante angiosperme dicotiledoni della famiglia delle Asteraceae (sottofamiglia Asteroideae e tribù Astereae).

## Descrizione

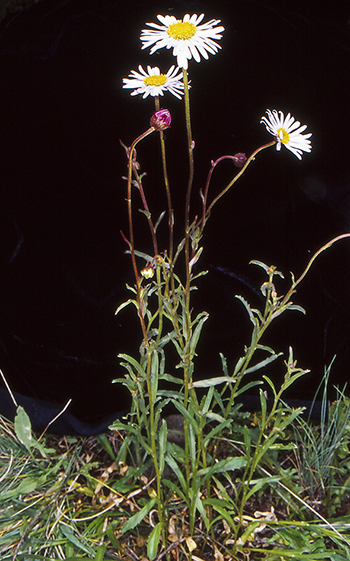
Il portamento
Brachyscome_aculeata

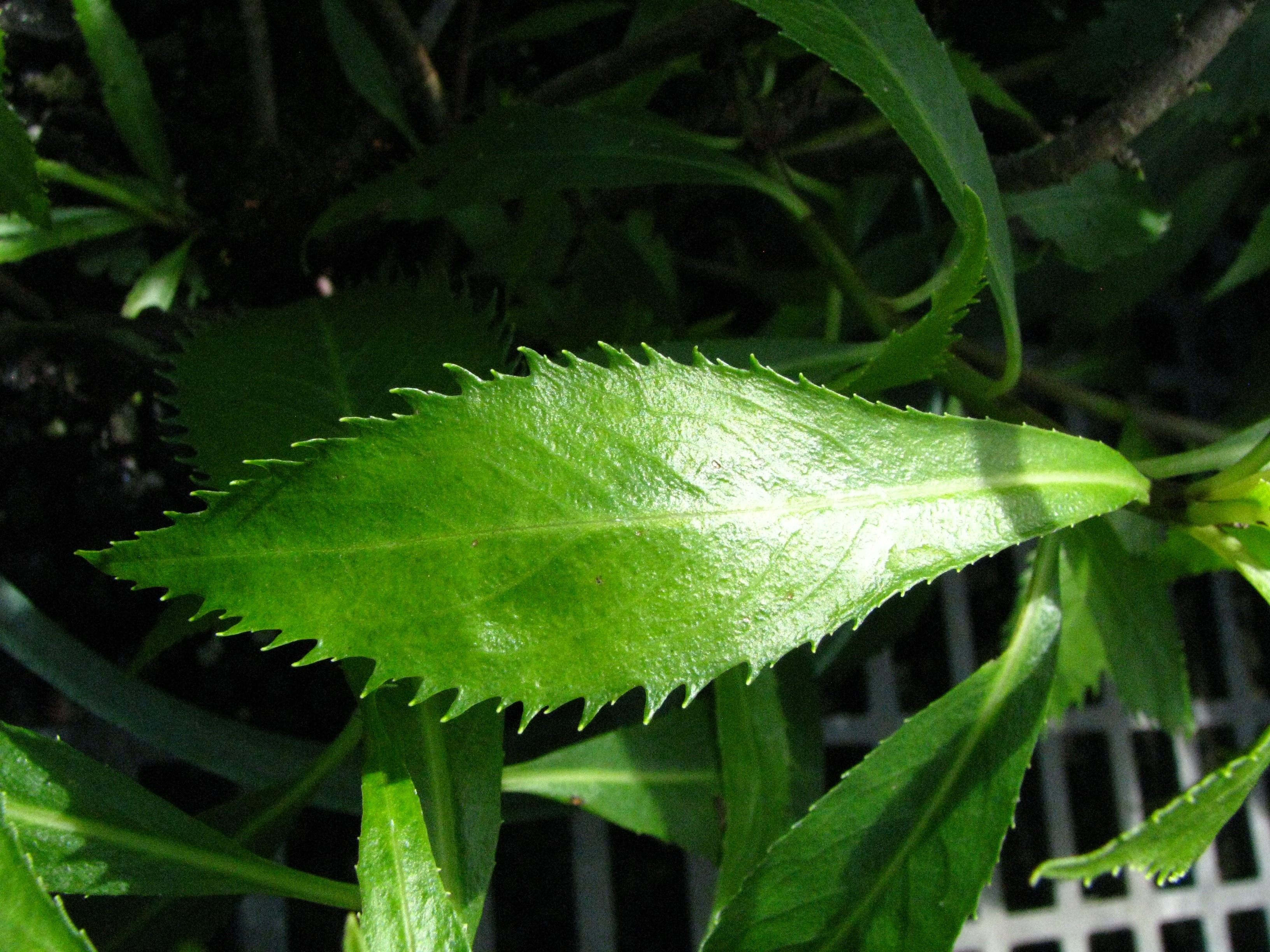
Le foglie
Remya_montgomeryi

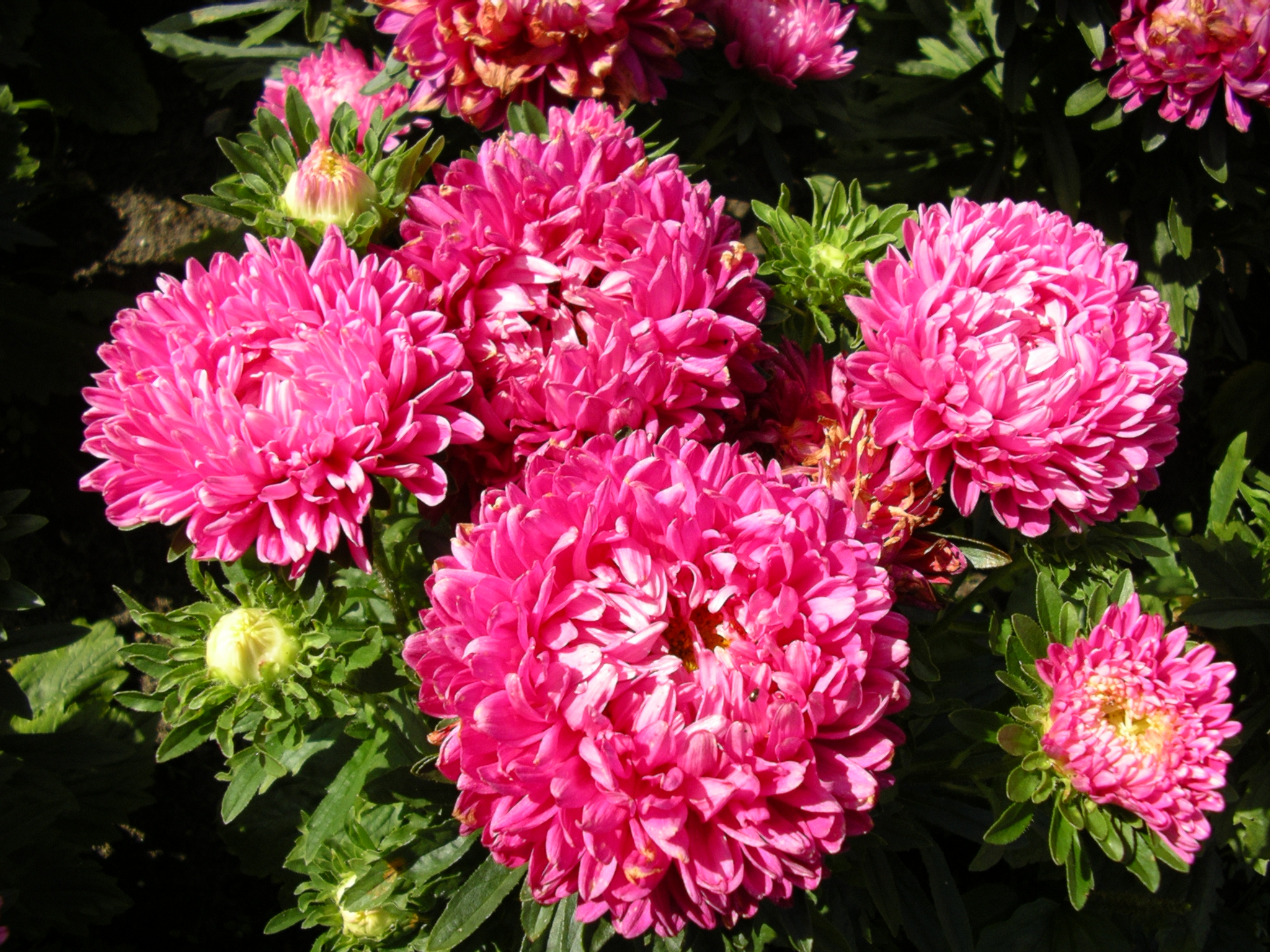
Infiorescenza
Callistephus chinensis

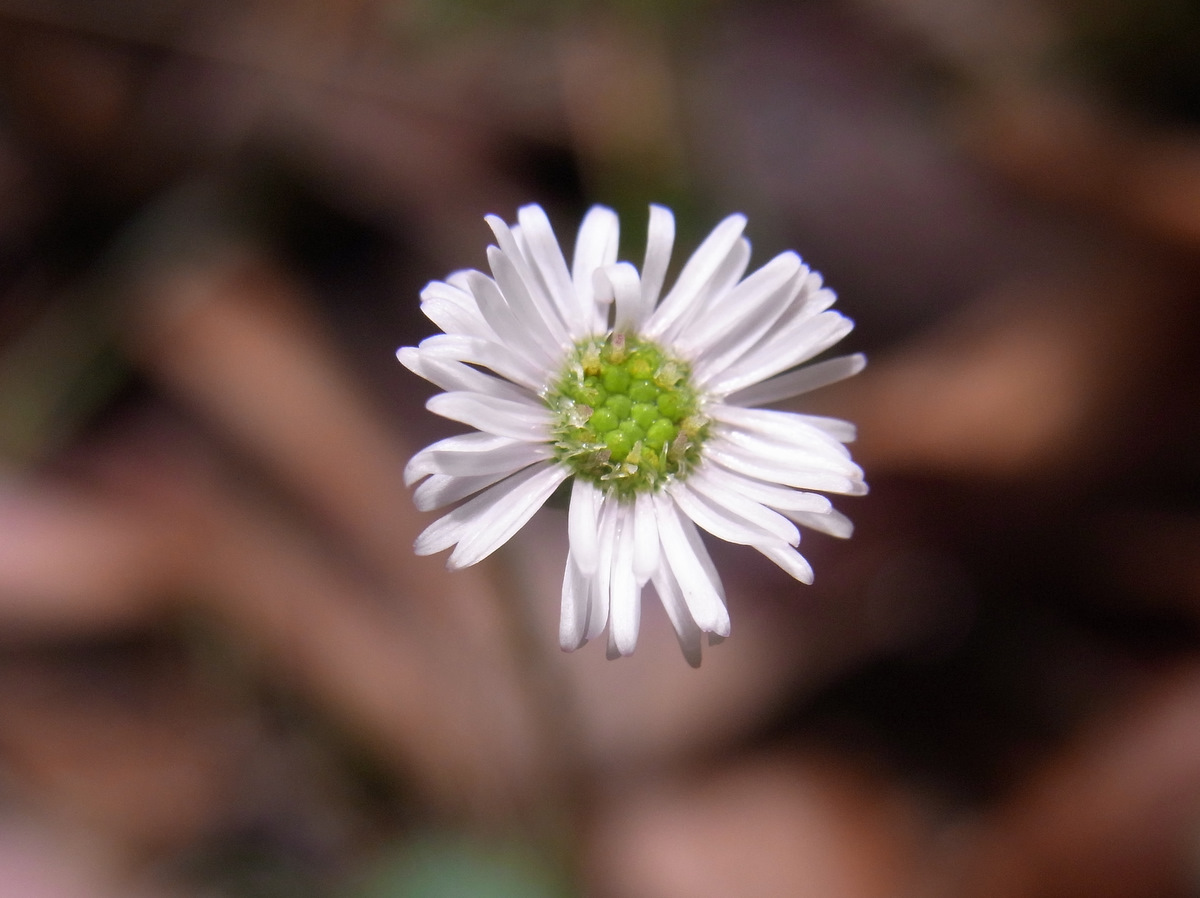
I fiori
Lagenophora gracilis

Portamento. Le specie di questo gruppo hanno un habitus di tipo erbaceo annuale o perenne; sono presenti anche specie cespitose.
Fusto. La parte aerea in genere è eretta, semplice o ramosa. 
Foglie. Le foglie sono disposte in modo alternato e sono picciolate o sessili. Si distinguono in basali (possono formare una rosetta basale) e in cauline (in genere di minori dimensioni). La lamina è semplice o pennata (talvolta è seghettata); la forma varia da ovata a lanceolata (quelle superiori sono più lineari e strette). Sulla superficie possono essere presenti dei punti ghiandolari.
Infiorescenza. Le sinflorescenze sono sia scapose (capolini solitari) che composte da diversi capolini raccolti in formazioni corimbose, tirsoidi, spiciformi o racemose. Le infiorescenze vere e proprie sono composte da un capolino terminale peduncolato di tipo radiato con fiori eterogami. I capolini sono formati da un involucro, con forme da cilindriche a campanulate, composto da diverse brattee, al cui interno un ricettacolo fa da base ai fiori di due tipi: fiori del raggio e fiori del disco. Le brattee, piatte e a consistenza erbacea, sono disposte in modo più o meno embricato su più serie (normalmente 3 - 5). Il ricettacolo in genere è nudo ossia senza pagliette a protezione della base dei fiori; la forma è piatta o da convessa a conica.
Fiori.  I fiori sono tetra-ciclici (formati cioè da 4 verticilli: calice – corolla – androceo – gineceo) e pentameri (calice e corolla formati da 5 elementi). Si distinguono in:
- fiori del raggio esterni (fino a 20 per capolino): sono femminili e sono disposti su una sola serie; la forma è lungamente ligulata terminante con alcuni denti;
- fiori del disco centrali (fino a 100 per capolino): sono più numerosi con forme tubulose terminanti con dei lobi; sono ermafroditi (raramente sono funzionalmente maschili).

- Formula fiorale:

*/x K {\displaystyle \infty }, [C (5), A (5)], G 2 (infero), achenio
- Calice: i sepali del calice sono ridotti ad una coroncina di squame.

- Corolla: la forma della corolla è più o meno imbutiforme alla base; mentre all'apice è ligulata a 5 (raramente 3) denti (zigomorfa) o tubolare con 5 (raramente 4) lobi (attinomorfa); i lobi, patenti, hanno una forma deltata o più o meno lanceolata. I colori della corolla sono giallo, violaceo, bianco o rosso.

- Androceo: l'androceo è formato da 5 stami sorretti da filamenti generalmente liberi; gli stami sono connati e formano un manicotto circondante lo stilo; le teche (produttrici del polline) alla base sono troncate e sono lievemente auricolate (molto raramente sono speronate o hanno una coda); le appendici apicali delle antere hanno delle forme piatte e lanceolate; il tessuto endoteciale (rivestimento interno dell'antera) è quasi sempre polarizzato (con due superfici distinte: una verso l'esterno e una verso l'interno). Il polline è sferico con un diametro medio di circa 25 micron;  è tricolporato (con tre aperture sia di tipo a fessura che tipo isodiametrica o poro) ed è echinato (con punte sporgenti).[7][9]

- Gineceo: l'ovario è infero uniloculare formato da 2 carpelli.[3] Lo stilo (il recettore del polline) è profondamente bifido (con due stigmi divergenti) e con le linee stigmatiche marginali separate.[10] I due bracci dello stilo hanno una forma da lanceolata a deltoide e possono essere papillosi o ricoperti da ciuffi di peli. Lo stilo dei fiori del raggio è supinato.

Frutti. I frutti sono degli acheni con pappo; in alcune specie è presente un certo dimorfismo (gli acheni dei fiori del raggio differiscono dagli acheni dei fiori del disco);
- achenio: gli acheni, con forme obovate, sono lateralmente compressi con due/tre nervature laterali, oppure variano da angolati (a 5 coste) a quasi fusiformi e multi-nervati; raramente sono ob-compressi (compressi dorso-ventralmente) oppure sono provvisti di un becco; la superficie normalmente è cosparsa da setole, qualche volta ghiandolose; la parete dell'achenio è formata da celle contenenti rafidi ma prive di fitomelanina; il carpoforo normalmente è anulare; le setole con punte a forma di ancora non sono presenti;
- pappo: il pappo è formato da 2 serie di setole finemente barbate o (più raramente) piumose; le setole sono persistenti; esternamente alle serie di setole può essere presente una coroncina di scaglie.[7]

## Biologia
Impollinazione: l'impollinazione avviene tramite insetti (impollinazione entomogama tramite farfalle diurne e notturne).

Riproduzione: la fecondazione avviene fondamentalmente tramite l'impollinazione dei fiori (vedi sopra).

Dispersione: i semi (gli acheni) cadendo a terra sono successivamente dispersi soprattutto da insetti tipo formiche (disseminazione mirmecoria). In questo tipo di piante avviene anche un altro tipo di dispersione: zoocoria. Infatti gli uncini delle brattee dell'involucro (se presenti) si agganciano ai peli degli animali di passaggio disperdendo così anche su lunghe distanze i semi della pianta. Inoltre per merito del pappo il vento può trasportare i semi anche a distanza di alcuni chilometri (disseminazione anemocora).

## Distribuzione e habitat
Le specie di questo gruppo sono distribuite in prevalenza in Europa e in Asia. Nella tabella descrittiva della sottotribù sono indicate in dettaglio le distribuzioni relative ai vari generi.  Per le specie europee l'habitat tipico sono le praterie e i pascoli a quote medie.

## Sistematica
La famiglia di appartenenza di questa voce (Asteraceae o Compositae, nomen conservandum) probabilmente originaria del Sud America, è la più numerosa del mondo vegetale, comprende oltre 23.000 specie distribuite su 1.535 generi, oppure 22.750 specie e 1.530 generi secondo altre fonti (una delle checklist più aggiornata elenca fino a 1.679 generi). La famiglia attualmente (2021) è divisa in 16 sottofamiglie; la sottofamiglia Asteroideae è una di queste e rappresenta l'evoluzione più recente di tutta la famiglia.

### Filogenesi
Il gruppo di questa voce è descritto nella tribù Astereae, una delle 21 tribù della sottofamiglia Asteroideae). Da un punto di vista filogenetico, la tribù Astereae fa parte del supergruppo (o sottofamiglia) "Asteroideae grade"; l'altro è il supergruppo "Non-Asteroideae" contenente il resto delle sottofamiglie delle Asteraceae. All'interno del supergruppo è vicina alle tribù Senecioneae, Calenduleae, Gnaphalieae e Anthemideae.
I caratteri più notevoli della tribù Astereae sono: la base delle antere sono prive di code e non sono calcarate (speronate); le linee stigmatiche dei bracci dello stilo sono totalmente separate; i due bracci dello stilo hanno una forma breve o allungata da lanceolata a deltoide e possono essere papillosi o ricoperti da ciuffi di peli (all'esterno, mentre all'interno sono glabri). La distribuzione della maggior parte delle specie di questo gruppo è nelle regioni temperate nord e sud.
In base alle ultime ricerche nella tribù sono stati individuati (provvisoriamente) 5 principali lignaggi:
- Basal grade: include alcuni generi isolati, il gruppo "South American-Oceania",  alcune sottotribù africane e il gruppo dei generi legnosi del Madagascar.
- Bellis lineage: comprende le sottotribù eurasiatiche e una sottotribù africana.
- Aster lineage: include i generi asiatici di Asterinae e i principali gruppi dell'Australia e dell'Oceania.
- Baccharis lineage: include alcuni gruppi sudamericani.
- North American lineage: include la vasta gamma di sottotribù del Nordamerica, Messico e alcuni gruppi distribuiti nel Sudamerica.

Il lignaggio "Aster lineage" di questa voce comprende i generi asiatici di Asterinae e i principali gruppi dell'Australia e dell'Oceania: Lagenophorinae e Brachyscominae.
Il cladogramma seguente, tratto dallo studio citato e semplificato, mostra una possibile configurazione filogenetica del lignaggio.
|  | \| \| Asterinae \| \| \| \| \| \| Brachyscominae \| \| \| \| |
|  |                                                              |
|  | Lagenophorinae                                               |
|  |                                                              |
|  | Asterinae                                                    |
|  |                                                              |
|  | Brachyscominae                                               |
|  |                                                              |

|  | Asterinae      |
|  |                |
|  | Brachyscominae |
|  |                |

### Composizione del lignaggio
Il lignaggio "Aster lineage" comprende 3 sottotribù 70 generi e 747 specie.
| Sottotribù                      | Generi | N. specie | Distribuzione                                     | Caratteri più significativi | Numeri cromosomici       | Fiori |
| ------------------------------- | ------ | --------- | ------------------------------------------------- | --- | ------------------------ | ----- |
| Asterinae (Cass.) Dumort., 1827 | 28     | 256       | Cosmolpolita, ma soprattutto Asia orientale       | L'ispessimento mediano della parete esterna delle cellule epidermiche della corolla dei fiori del raggio. - Le ramificazioni dello stilo con appendici sterili triangolari. | 2n =18 e 54              |       |
| Brachyscominae Nesom, 1994      | 35     | 442       | Australia, Tasmania, Nuova Guinea e Nuova Zelanda | Il portamento è soprattutto erbaceo con foglie a disposizione alterna e margini continui. - Capolini sono perlopiù solitari di tipo radiato con fiori eterogami. - Sono presenti sia i fiori del raggio che del disco. - Il pappo è vario (assente - con scaglie - con setole).                          | 2n = 18 e valori ridotti |       |
| Lagenophorinae Y.R.Ling, 1997   | 7      | 49        | Soprattutto Nuova Guinea                          | I fiori del raggio sono corti. - Il ricettacolo normalmente varia da convesso a piatto (raramente è conico). - Gli acheni spesso hanno un becco apicale. - La superficie degli acheni è ricoperta da setole senza forma di ancora all'apice. - Il pappo è mancante o ridotto o provvisto di poche setole | 2n = 18                  |       |

### Generi della flora spontanea italiana
Nella flora spontanea italiana sono presenti i seguenti generi di questo gruppo:

#### Sottotribù Asterinae
Callistephus  Cass., 1825.
- Callistephus chinensis (L.) Nees, 1832 - Astro della Cina

Aster L., 1753
- Aster amellus L., 1753 - Astro di Virgilio
- Aster alpinus L., 1753 - Astro alpino